# Artemisia campestris subsp. borealis
Artemisia campestris subsp. borealis es una subespecie de  Artemisia campestris perteneciente a la familia de las asteráceas. Es originaria de Eurasia.

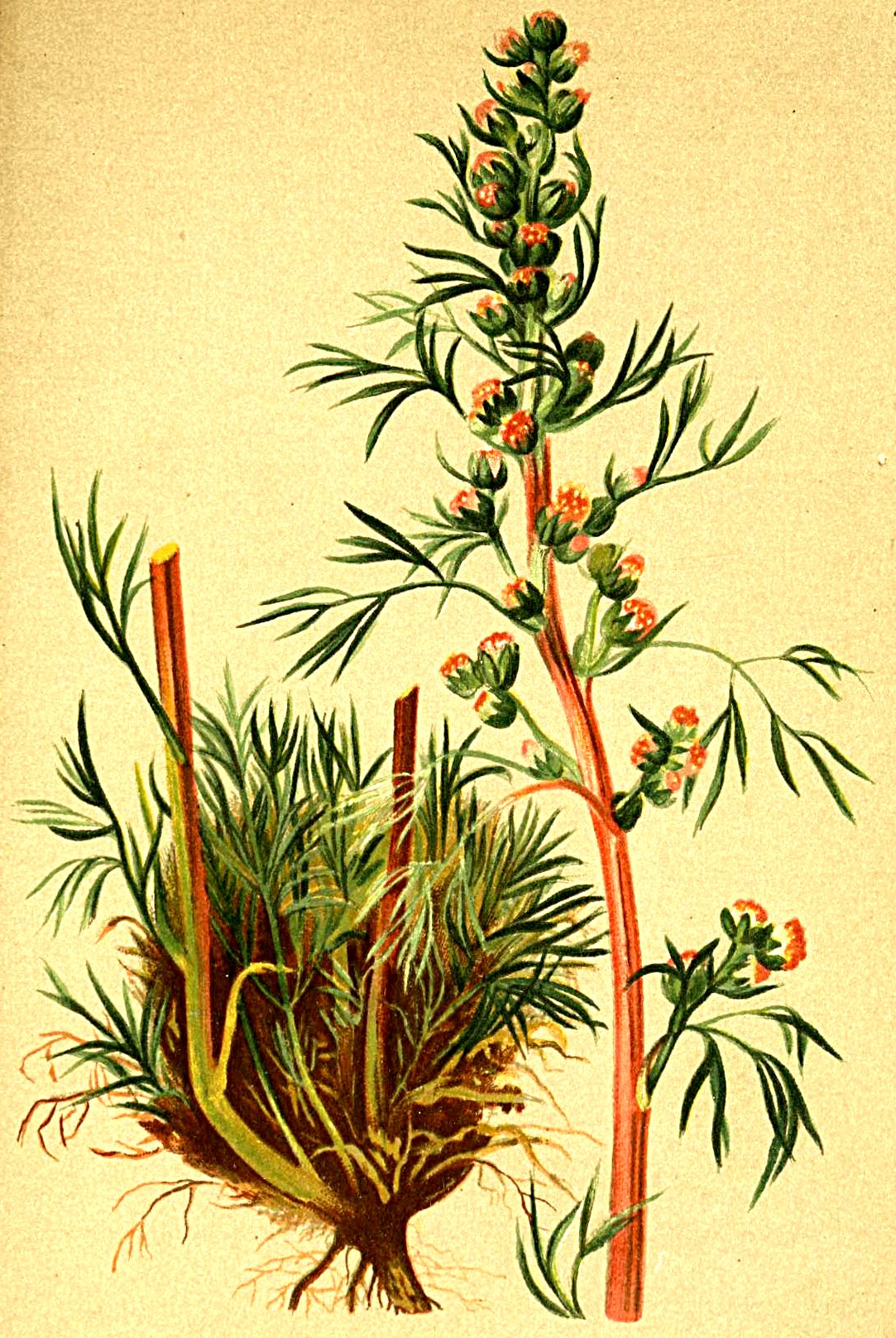
Ilustración

## Descripción
Son plantas perennes, que alcanzan un tamaño de 8-20  cm de altura (cespitosa), ligeramente aromática;  caudices ramificados. Tallos  2-5, gris-verde, tomentosos. Hojas  en rosetas basales persistente, de color gris-verde al blanco; láminas ovadas, de 2-4 × 0,5-1 cm, 2-3-pinnadas o con lóbulos ternados, lóbulos lineales a estrechamente oblongos, ápices agudos. Inflorescencia hemisférica de 3.4 × 3.5-4 mm. Filarios (oscuramente escarioso) densamente tomentoso-velloso. Floretes: pistiladas 8-10; funcionalmente estaminadas 15-30; corolas (o lóbulos) de color amarillo-naranja o rojo intenso, 2.2 a 3.5. Cipselas oblongo-lanceoloides, algo comprimidos, ligeramente nervada, glabra.

## Taxonomía
Artemisia campestris subsp. borealis fue descrita por (Pall.) H.M.Hall & Clem. y publicado en Publications of the Carnegie Institution of Washington 326: 122–123. 1923.
Etimología
Hay dos teorías en la etimología de Artemisia: según la primera, debe su nombre a Artemisa, hermana gemela de Apolo y diosa griega de la caza y de las virtudes curativas, especialmente de los embarazos y los partos. según la segunda teoría, el género fue otorgado en honor a Artemisia II, hermana y mujer de Mausolo, rey de la Caria, 353-352 a. C., que reinó después de la muerte del soberano. En su homenaje se erigió el Mausoleo de Halicarnaso, una de las siete maravillas del mundo. Era experta en botánica y en medicina.
campestris: epíteto latino que significa "del campo".
borealis: epíteto latíno que significa "boreal".
Sinonimia
- Absinthium boreale Besser
- Artemisia allionii Nyman
- Artemisia borealis Pall.
- Artemisia borealis subsp. adamsii (Besser) Leonova
- Artemisia borealis f. adamsii (Besser) J.Rousseau
- Artemisia borealis f. borealis
- Artemisia borealis f. latisecta (Fernald) J.Rousseau
- Artemisia borealis var. latisecta Fernald
- Artemisia borealis subsp. nana (Gaudin) Wilcz. & Schinz
- Artemisia borealis f. purshii J.Rousseau
- Artemisia borealis f. wormskioldii J.Rousseau
- Artemisia borealis var. wormskioldii Besser
- Artemisia campestris subsp. spithamaea (Pursh) H.M.Hall & Clem.
- Artemisia camtschatica Ledeb.
- Artemisia canadensis f. dutillyanus J.Rousseau ex Lepage
- Artemisia canadensis f. peucedanifolia J.Rousseau
- Artemisia canadensis f. pumila J.Rousseau
- Artemisia canadensis f. repustris J.Rousseau
- Artemisia commutata var. hookeriana (Besser) Besser
- Artemisia desertorum Besser ex Hook.f.
- Artemisia desertorum var. hookeriana Besser
- Artemisia desertorum var. pallasiana (Besser) Pamp.
- Artemisia gelida Ledeb.
- Artemisia groenlandica Wormsk.
- Artemisia helvetica Schleich.
- Artemisia nana Gaudin
- Artemisia norica Leyb.
- Artemisia peucedanifolia Juss. ex DC.
- Artemisia remosa Sugaw.
- Artemisia stelleri Steven ex Ledeb.
- Artemisia vermiculata Schangin ex DC.
- Artemisia violacea Ledeb.
- Draconia campestris subsp. borealis (Pall.) Soják
- Oligosporus borealis (Pall.) Poljakov[6]